# Bob, der Streuner
Bob, der Streuner (Originaltitel: A Street Cat Named Bob) ist ein britischer Film des Regisseurs Roger Spottiswoode, der auf einer wahren Geschichte beruht. Er basiert auf dem Buch Bob, der Streuner: Die Katze, die mein Leben veränderte von James Bowen aus dem Jahr 2013. Der Film hatte am 3. November 2016 in London Premiere. In Deutschland kam er am 12. Januar 2017 in die Kinos.

## Handlung
Der Straßenmusiker James lebt in London auf der Straße. Er ist drogenabhängig und nimmt an einem Methadon-Substitutionsprogramm teil. Mit dem Junkie Baz, den er gelegentlich trifft, möchte er eigentlich nichts mehr zu tun haben, lässt sich von diesem aber trotzdem zu einem Schuss verführen, woraufhin er im Krankenhaus landet. Seiner Betreuerin Val gelingt es, für James eine Wohnung zu besorgen. Dort wird er von einer rot getigerten Katze überrascht, die über das geöffnete Fenster eingestiegen ist. Er gibt ihr zu essen und versucht ihren Besitzer ausfindig zu machen. Da ihm dies nicht gelingt, setzt er sie im Park wieder aus, doch kommt sie mit einer Verletzung wieder zu James zurück. Die in der Nähe wohnende Tierfreundin Betty vermittelt ihm eine kostenlose Tierarztbehandlung, doch muss er für die teuren Medikamente sein letztes Geld opfern. Betty gibt dem Kater auch den Namen Bob und sorgt dafür, dass er kastriert wird. James gewinnt Bob sehr lieb und spricht viel mit ihm. Das Tier folgt ihm zum Musizieren in der Stadt, und James stellt fest, dass die Passanten ihm viel mehr Geld zukommen lassen, seit es dabei ist. Er tritt nun immer mit Bob auf, der meistens auf seiner Schulter sitzt. Eines Tages findet James Baz leblos mit einer Überdosis. Obwohl James sich sofort um ihn kümmert und der Notarzt schnell gerufen wird, überlebt er nicht.
Zu Betty entwickelt James eine freundschaftliche Beziehung, allerdings erzählt er ihr nichts von seinem Drogenkonsum. Bettys Bruder, in dessen Wohnung sie lebt, starb an einer Überdosis, wodurch sie eine Abneigung gegen Drogensüchtige hat. James erzählt ihr, dass seine Eltern sich in seiner Kindheit trennten und seine Mutter nun in Australien lebt, während sein Vater ihn ablehnt. Eines Tages trifft er seinen Vater zufällig mit dessen neuer Lebensgefährtin und teilt ihm seinen Wunsch mit, an Weihnachten zum Essen zu kommen. Um ihn abzuwimmeln, schlägt der Vater einen eventuellen Besuch an Neujahr vor. James besucht ihn tatsächlich unangemeldet an diesem Tag, was in einem Desaster endet, da Bob eine Vase und den Weihnachtsbaum umwirft.
Eines Tages gibt es bei einem Straßenauftritt von James eine Schlägerei. Obwohl James nichts dafür konnte, erhält er ein Verbot, in der Stadt aufzutreten. Stattdessen bekommt er einen Job als Verkäufer der Obdachlosenzeitung The Big Issue. Auch hier bewirkt Bob, dass er sehr erfolgreich ist. Als er im „Revier“ eines Kollegen eine Zeitung verkauft, schwärzt dieser ihn an und James bekommt ein einmonatiges Verkaufsverbot, das ihn finanziell und mental wieder in Not bringt. Betty bekommt zufällig mit, wie James in der Apotheke sein Methadon zu sich nimmt, und wendet sich von ihm ab. Als er wieder verkaufen darf, schreibt ein Lokalreporter einen Bericht über James und seine Katze.
James geht es inzwischen so gut, dass er die Methadon-Entwöhnung vornehmen kann. Betty bietet ihre Hilfe an, aber vor allem die Anwesenheit von Bob lässt ihn diese schwierige Woche überstehen. Betty zieht zwar aus der Wohnung in der Nachbarschaft aus und zu ihren Eltern zurück, teilt James aber ihre neue Adresse und Telefonnummer mit. James besucht erneut seinen Vater, und beide entschuldigen sich gegenseitig. Die Literaturagentin Mary, die James und Bob bei ihren Auftritten immer wieder beschenkt hat, stößt auf den Zeitungsbericht und kommt auf die Idee, ein Buch über James’ Geschichte herauszubringen. Obwohl es ihm nicht leichtfällt, schreibt James tatsächlich dieses Buch, das er bei einer Lesung vorstellt, wo er sich bei allen bedankt, die ihm geholfen haben. Vor allem Bob habe ihm gezeigt, dass er ein anderes Leben führen kann.

## Hintergrund
Die Dreharbeiten fanden 2015 statt, u. a. in London Covent Garden. Während der Dreharbeiten waren insgesamt vier unterschiedliche Katzen am Set, die alle für verschiedene Aufgaben trainiert wurden. Die Szenen, in denen Menschengruppen vorkommen, wurden vom tatsächlichen Kater Bowens dargestellt, da nur der echte Bob diese Situationen ausreichend gewohnt war und ruhig blieb. James Bowen selbst ist in der Szene in der Buchhandlung am Schluss des Films zu sehen. Bob starb am 15. Juni 2020 mit 14 Jahren. Danach verfiel James kurzzeitig wieder dem Heroinkonsum und wurde auch wieder obdachlos.
Von Roger Spottiswoode stammen auch die Filme Scott & Huutsch (1989) und Midnight Sun (2014), in denen ebenfalls Mensch-Tier-Beziehungen thematisiert werden.

## Kritik
Antje Wessels von Filmstarts.de findet den Film „ungeschönt und traurig, aber doch wunderschön“. Weiter schreibt sie, Regisseur Roger Spottiswoode spiele „in dieser unwahrscheinlichen Mischung aus Once und Trainspotting gekonnt auf der Klaviatur des Gefühlskinos“.
Die Deutsche Film- und Medienbewertung (FBW) in Wiesbaden verlieh dem Film das Prädikat Besonders wertvoll.

## Buch
Die Geschichte erschien von James Bowen und Garry Jenkins 2012 als Buch unter dem Originaltitel: A Street Cat Named Bob bei Hodder & Stoughton Ltd. Die Geschichte liegt auch in Buchform vor, auch als E-Book. Auch in deutscher Übersetzung ist diese mehrfach bereits erschienen. Allein im zweiten Halbjahr 2013 sind von der deutschsprachigen unter Bastei Taschenbuch Band 60693 in fünf Auflagen erschienen! Den Angaben der Danksagungen im Buch nach hatten Mary und Garry Jenkins neben dem Verlag und der Agentur wesentlich zum Zustandekommen des Buches beigetragen.